# Краснодарський край — Крим
Краснодарський край – Крим – трубопровід, споруджений Росією для подачі блакитного палива до анексованого Криму.
Для подачі газу до Криму вирішили використати ресурс, який транспортується по газопроводу Писарівка – Анапа, спорудженому у комплексі з експортним проектом Турецький потік. Вихідна точка при цьому знаходиться між компресорною станцією Казач’я та компресорною станцією Русская (Анапою). Звідси траса трубопроводу прямує до Керченської протоки, а після переходу через неї по Криму повз Сімферополь (до якого прокладено відвід довжиною 27 км) до Севастополя. 
Загальна довжина газопроводу становить 359 км, в т.ч. підводний перехід через Керченську протоку 16,7 км. На відтинку до Сімферополя використали діаметр труб 720 мм, тоді як завершальний відтинок до Севастополя має діаметр 530 мм. Робочий тиск становить 7,4 МПа, пропускна здатність – 2,1 млрд м3 на рік.
Введення газопроводу в дію припало на 2017-й. Основними споживачами доправленого з Краснодарського краю блакитного палива стали Тавричеська ТЕС (поблизу Сімферополя) та Балкалавська ТЕС (Севастополь), які мають споживати 1,6 млрд м3 на рік.